# Campionato jugoslavo maschile di pallanuoto
Il campionato jugoslavo di pallanuoto fu la competizione pallanuotistica di vertice per squadre maschili di club in Jugoslavia.
La prima competizione si è svolta nel 1921 e l'ultima nel 1991, quando Slovenia e Croazia hanno lasciato la federazione.

Gli ultimi campioni jugoslavi sono stati i croati dello Jadran Spalato, mentre il club più titolato è stato lo Jug Dubrovnik, campione nazionale per 21 volte.

## Albo d'oro
- 1921:  Polet Sombor
- 1922:  Polet Sombor
- 1923:  Baluni Spalato
- 1924:  Polet Sombor
- 1925:  Jug Dubrovnik
- 1926:  Jug Dubrovnik
- 1927:  Jug Dubrovnik
- 1928:  Jug Dubrovnik
- 1929:  Jug Dubrovnik
- 1930:  Jug Dubrovnik
- 1931:  Jug Dubrovnik
- 1932:  Jug Dubrovnik
- 1933:  Jug Dubrovnik
- 1934:  Jug Dubrovnik
- 1935:  Jug Dubrovnik
- 1936:  Jug Dubrovnik
- 1937:  Jug Dubrovnik
- 1938:  Primorje
- 1939:  Jadran Spalato
- 1940:  Jug Dubrovnik

- 1945:  NR Hrvatska
- 1946:  Jadran Spalato
- 1947:  Hajduk Spalato
- 1948:  Hajduk Spalato
- 1949:  Jug Dubrovnik
- 1950:  Jug Dubrovnik
- 1952:  Mornar
- 1953:  Mornar
- 1954:  Jadran Spalato
- 1955:  Mornar
- 1956:  Mornar
- 1957:  Jadran Spalato
- 1958:  Jadran H.N.
- 1959:  Jadran H.N.
- 1960:  Jadran Spalato
- 1961:  Mornar
- 1962:  Mladost
- 1963:  Partizan
- 1964:  Partizan
- 1965:  Partizan
- 1966:  Partizan
- 1967:  Mladost
- 1968:  Partizan

- 1969:  Mladost
- 1970:  Partizan
- 1971:  Mladost
- 1972:  Partizan
- 1973:  Partizan
- 1974:  Partizan
- 1975:  Partizan
- 1976:  Partizan
- 1977:  Partizan
- 1978:  Partizan
- 1979:  Partizan
- 1980:  Jug Dubrovnik
- 1981:  Jug Dubrovnik
- 1982:  Jug Dubrovnik
- 1983:  Jug Dubrovnik
- 1984:  Partizan
- 1985:  Jug Dubrovnik
- 1986:  Primorac
- 1987:  Partizan
- 1988:  Partizan
- 1989:  Mladost
- 1990:  Mladost
- 1991:  Jadran Spalato

## Vittorie per squadra
| Squadra                    | Vittorie |
| -------------------------- | -------- |
| Jug Dubrovnik              | 21       |
| Partizan                   | 17       |
| Jadran Spalato             | 9        |
| Mladost                    | 6        |
| Mornar                     | 5        |
| Polet Sombor               | 3        |
| Jadran H.N.                | 2        |
| Primorje (Viktorija Sušak) | 1        |
| NR Hrvatska                | 1        |
| Primorac                   | 1        |